# كاثي ريتشاردسون
كاثي ريتشاردسون (بالإنجليزية: Cathy Richardson)‏ هي مغنية ومغنية مؤلفة أمريكية، ولدت في 21 فبراير 1969.